# فخرالدین جمالی
فخرالدین جمالی (متولد ۱۰ خرداد ۱۳۲۴) داروساز ایرانی و استاد دانشگاه آلبرتا است. او از برگزیدگان جشنواره پژوهشی ابوریحان بیرونی است.
جمالی رئیس انجمن علوم دارویی کانادا و سردبیر نشریه داروسازی و علوم دارویی است.